# Slade Hooton
Slade Hooton – osada w Anglii, w hrabstwie South Yorkshire, w dystrykcie Rotherham, w civil parish Laughton-en-le-Morthen. Leży 17 km od miasta Sheffield. Slade Hooton jest wspomniana w Domesday Book (1086) jako Hotone.